# Проскомидія

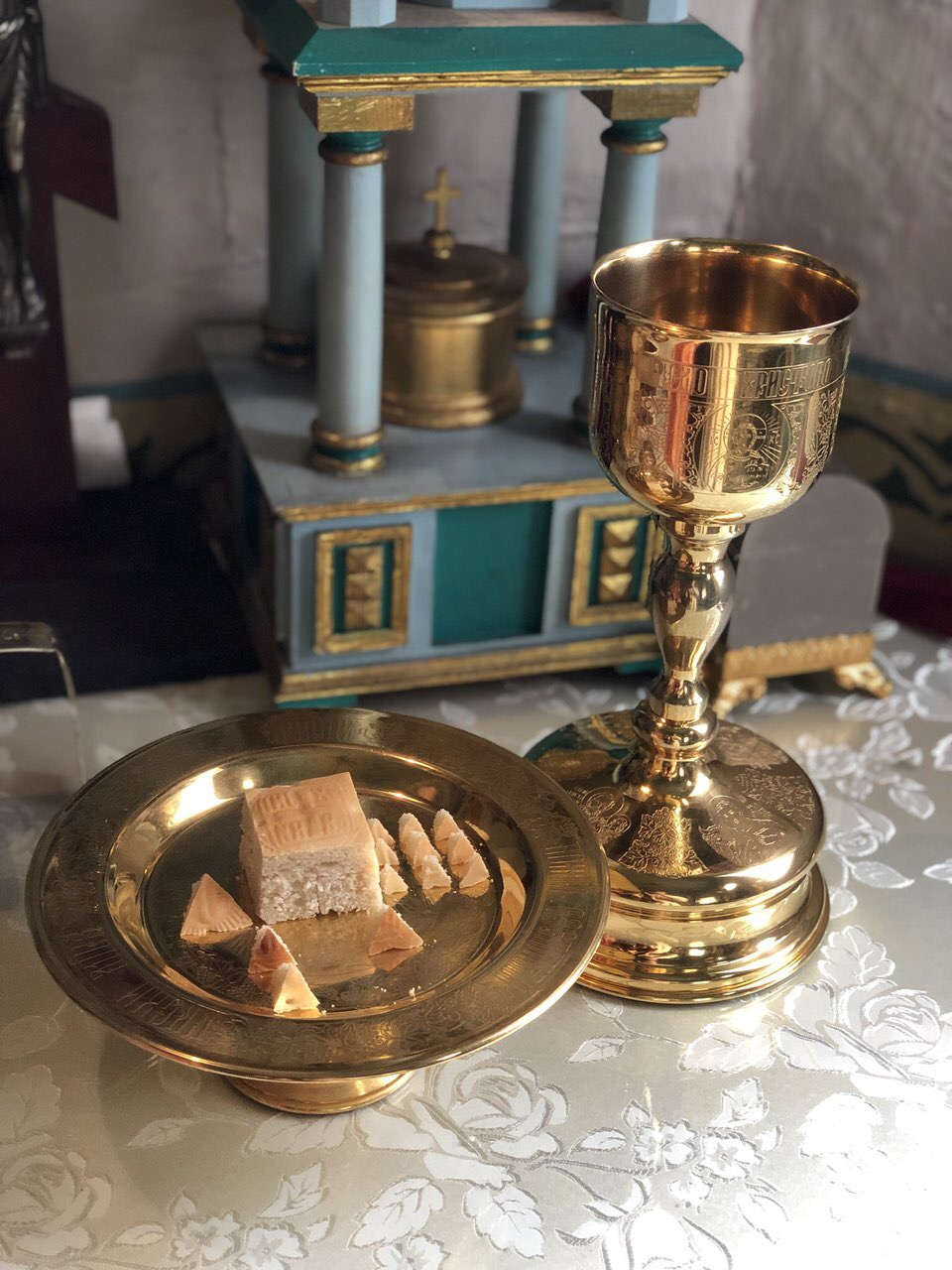
Проскомидія в Свято-Георгіївському храмі ПЦУ с. Колоденка

Проскоми́дія (грец. προσκομιδή, «принесення», «піднесення», від προσκομίζω — «приношу») — перша частина літургії візантійського обряду (як Івана Златоустого, так і Василія Великого), що здійснюється у православних та східних католицьких церквах. На ній шляхом особливих священнодійств, з принесених хліба і вина готується матерія для євхаристії і при цьому здійснюється поминання всіх членів Церкви, як живих, так і покійних.
Здійснюється єпископом або ієреєм на жертовнику під час читання часів.
Для звершення проскомидії потрібно п'ять просфор. Та просфора, з якої беруться частинки для причастя вірних називається — агничною просфорою. Та, з якої витягуються частинки в честь Божої Матері — богородичною просфорою. А за чини святих — дев'ятичинною. Якщо є традиція приносити віруючими просфори на поминання, то перші п'ять випікаються більшими за розмірами.
Вино для причастя береться виноградне, червоне, яке своїм виглядом символізує кров Христову. Під час служби його двічі змішують з водою, в пам'ять про те, як із пробитого ребра Спасителя витекла кров і вода.
Для вирізання частинок з просфор вживається спеціальний ніж — копіє, який є образом того списа, котрим воїн проколов Христа, щоб упевнитися в смерті.

## Порядок Богослужіння
Проскомидія розпочинається молитвою «благословенний Бог наш».
Спочатку з найбільшої просфори вирізається та витягується середина, т. зв. агнець. Священик ставить його посередині дискоса та робить на ньому невеликі надрізи з чотирьох сторін. Далі він копієм «пробиває» — проколює Агнець з правого боку, та вливає до чаші вино та невелику кількість води.
Далі з іншої просфори — богородичної — витягують частинку в честь Божої Матері, яку покладають із лівого від священника боку від агнця.
Із третьої просфори витягаються дев'ять частичок, на честь святих угодників: Іоана Предтечі, пророків, апостолів, святителів, мучеників, преподобних, безсрібників, праведних Іоакима та Анни, святого дня та святого, чия літургія звершується.
Із четвертої просфори виймаються частинки за здоров'я живих — тих, хто за кого подали «записки» на проскомідію.
П'ята просфора завжди призначена для виймання частинок за померлих. Пом'янувши всіх живих і померлих, священик знову повертається до четвертої просфори, з якої витягує частинку за себе, промовляючи слова «Пом'яни, Господи, і моє не достоїнство, та прости мені всяку провину вільну та невільну».
Крім того, виймаються також частинки і з просфор, що подаються віруючими за здоров'я і упокій з поминанням імен з пом'яників. Вийняті з просфор часточки в кінці літургії занурюються в святу чашу, при проголошенні священиком слів: «Омий, Господи, гріхи тих, що поминаються тут Чесною Твоєю Кров'ю, молитвами святих Твоїх».
Після звершення проскомідії, диякон або паламар приносять до жертівника розпалене кадило. Священик обвіває почергово фіміамом звіздицю, та покриває нею дискос, а дискос — першим малим покрівцем. Так само, він обвіває другий малий покрівець, покриваючи чашу, а більшим, т. зв. воздухом покриває чашу та дискос одночасно.
Завершується проскомідія кадінням св. жертовника та заготовлених на ньому св. дарів. Після завершення молитов священник промовляє т. зв. відпуст (коротку молитву) та після кадіння храму — починається сама божественна літургія.

## Символізм проскомидії
При звершенні проскомидії священні предмети та дії мають особливе символічне значення:
- Дискос знаменує ясла, вифлиємську печеру.
- З'єднання всіх часток у певному порядку на дискосі символізує всю Церкву.
- Звіздиця — вифлеємську зірку.
- Покрівці і пелена-воздух символізують пелени під час Різдва Христового і плащаницю при Його похованні.
- Потир — чашу, в якій священнодіяв Ісус Христос.
- Приготування агнця — Різдво, страждання і смерть Ісуса Христа.
- Кадило і ладан — подарунки, принесені волхвами і запашні мазі, принесені Никодимом при похованні Господа.
- Копіє, який є образом того списа, котрим воїн проколов Христа, щоб упевнитися в смерті.